# Chersodromus rubriventris
La culebra corredora de vientre rojo (Chersodromus rubriventris) es una especie de reptil perteneciente a la familia Dipsadidae.

## Clasificación y descripción
Es una serpiente pequeña negra con un vientre rojo-naranja y un collar opaco completo o interrumpido; una escama entera en el área prefrontal; mental separada de los escudos mentales; escamas dorsales en 15 hileras.

## Distribución
C. rubriventris es conocida de la Sierra Madre Oriental del sureste de San Luis Potosí y adyacente noreste de Querétaro. El rango vertical va de 700 a 1650 m s. n. m.

## Hábitat
Chersodromus rubriventris se distribuye de bosques tropicales a bosques de niebla y bosques pino-encino. Dos ejemplares fueron encontrados bajo troncos húmedos a lo largo de una ladera kárstica. Esta serpiente presumiblemente se alimenta de invertebrados y pone huevos.

## Estado de conservación
Esta especie se encuentra catalogada como una especie en peligro (EN) dentro de la lista roja de la IUCN, mientras que en la NOM-059-SEMARNAT, está catalogada como una especie endémica bajo protección especial (PR).